# 小堀 (仏壇・仏具)
株式会社小堀（こぼり、英: Kobori, Inc.）は、京都府京都市下京区に本社を置く、仏壇・仏具の製造販売、寺院仏具の製造・修復を専門とする企業である。寺院建築（設計・施工・修復）も請負う。
仏教各宗の仏壇・仏具を取扱うが、浄土真宗様式の物に特化している。
また、東本願寺御用達業者57社から構成される「真宗大谷派保信会」の会員である。

## 店舗
以下のように店舗は、真宗大谷派の本山・別院の周辺に展開している。（福岡店を除く。）
本店
京都市下京区烏丸通正面上ル
真宗本廟（東本願寺）前
東京店
東京都台東区西浅草1丁目6-5
浄土真宗東本願寺派本山東本願寺（旧・真宗大谷派東京別院東京本願寺）東側
福岡店
福岡市中央区天神3丁目14-31
札幌店
札幌市中央区北２条西１４丁目3番地11 小堀札幌店　ショールーム 第３住販ビル ８階

## 工場
小堀京仏具工房
京都市山科区西野山百々町88

## 沿革
- 1775年（安永4年）、滋賀県彦根（現、彦根市）で仏壇店を開業する。
- 1895年（明治28年）1月、小堀岩吉が独立し、京都市高辻柳馬場で開業する。
- 1934年（昭和9年）9月、現本社所在地の京都市下京区に移転する。
- 1950年（昭和25年）1月、「合名会社 小堀仏具店」を資本金100万円で設立する。
- 1961年（昭和36年）12月、株式会社化し、「株式会社小堀」を資本金1,000万円で設立する。
- 1962年（昭和37年）7月、東京店を開店する。
- 1967年（昭和42年）4月、資本金2,000万円に増資する。
- 1969年（昭和44年）5月、京都市山科区に「小堀 京都工場」を設立、オリジナル製品の開発を進める。
- 1971年（昭和46年）1月、資本金3,000万円に増資する。6月、福岡店を開店する。
- 1972年（昭和47年)12月、納骨壇の製造能力を向上させるため、滋賀県米原に滋賀工場建設する。
- 1974年（昭和49年)11月、本店社屋を新築する。
- 1977年（昭和52年）7月、資本金6,000万円に増資する。
- 1982年（昭和57年）4月、「京都工場」を独立法人（株）小堀仏具製作所として設立する。 5月、社長に小堀賢一が就任する。
- 1984年（昭和59年）3月、京都府知事より内装工事業者の指定を受ける
- 1985年（昭和60年）7月、札幌店開店する。
- 1990年（平成2年）10月、練馬店を開店する。
- 1996年（平成8年）5月、「小堀京仏具工房」を設立する。
- 2003年（平成15年）12月、滋賀工場を京都工場に集約し京製納骨壇の製作する。
- 2005年（平成17年）12月 使用済みおろうそく回収寄贈活動開始、アフガニスタン・カンボジア・ネパールなどへ
- 2006年（平成18年）9月、「京都市内博物館施設連絡協議会」に「小堀京仏具工房」が加盟する。
- 2007年（平成19年）3月 京都中小企業支援センター主催の第13回ＶＣプランオーデション「京都市オスカー認定企業」を受賞
- 2008年（平成20年）2月 経済産業省「中小企業IT経営力大賞」認定
- 2010年（平成22年）12月 2010年度関西IT百撰入選
- 2012年（平成24年）2月 小堀進社長就任
- 2013年（平成25年）7月 小堀進社長著書「お仏壇ものがたり」発行

## 受賞・認定
- 1966年（昭和41年）11月、中小企業庁長官より、経営合理化の模範企業として表彰される。
- 1982年（昭和57年)10月、「新様式お仏壇」に対して、中小企業庁長官賞を受賞する。
- 1997年（平成9年）、「京都市都市景観市長賞」を受賞する。
- 2003年（平成15年）10月1日、「新様式お仏壇」が「2003年度グッドデザイン賞」受賞する（受賞番号 - 03A02068）。受賞製品は、「灯」（ともしび）13号・15号・18号と「校倉」（あぜくら）13号。
- 2004年（平成16年）3月、「製作工程報告サービス」が「関西ＩＴ百撰優秀賞」を受賞する。
- 2006年（平成18年）9月、経済産業省推進事業ＩＴ経営応援隊の「平成18年度ＩＴ経営百選」で「優秀企業」に選出される。
- 2007年（平成19年）3月16日、京都中小企業支援センター主催の第13回ＶＣ（バリュークリエーション）プランオーデションにおいて「オスカー認定」される。
- 2008年（平成20年）2月21日、経済産業省主催「中小企業IT経営力大賞2008」において、「IT経営実践認定企業」に認定される。